# Kunstpreis Berlin
Der Kunstpreis Berlin (kurz für Kunstpreis Berlin – Jubiläumsstiftung 1848/1948; bis 1969 Berliner Kunstpreis) wird von der Akademie der Künste im Auftrag des Senats von Berlin in zwei Formaten verliehen. Der Große Kunstpreis Berlin ist mit 15.000 Euro dotiert. Dieser Hauptpreis wird jährlich wechselnd von einer der sechs Sektionen der Akademie verliehen, in der Reihenfolge Bildende Kunst, Baukunst, Musik, Literatur, Darstellende Kunst sowie Film- und Medienkunst. Außerdem verleihen alle sechs Sektionen jährlich einen mit jeweils 5000 Euro dotierten Kunstpreis in ihrer Sparte, zusammen also sechs weitere Kunstpreise Berlin in jedem Jahr.
Der Preis wurde 1948 in Erinnerung an die Märzrevolution von 1848 gestiftet. Bis 1969 verlieh ihn der Berliner Senat, die Preisverleihung fand durch den Regierenden Bürgermeister im Schloss Charlottenburg statt. Seit 1971 werden die Preise von der Akademie der Künste verliehen.

## Bezeichnungen
Der Preis hieß bis 1969 Berliner Kunstpreis – Jubiläumsstiftung 1848/1948 oder kurz Berliner Kunstpreis. Der heutige Name – Kunstpreis Berlin statt Berliner Kunstpreis – wurde 1970 im Zusammenhang mit zahlreichen Änderungen der Regeln beschlossen. 1971 wurde der Preis erstmals mit dem neuen Namen vergeben. 
Der Hauptpreis (heute der Große Kunstpreis Berlin) hieß vormals Berliner Kunstpreis (1948–1969) bzw. Kunstpreis Berlin (1971–2010). Ein geringer dotierter Preis (heute Kunstpreis Berlin genannt) kam erst 1956 hinzu. Er hieß vormals Preis der Jungen Generation (1956–1969) bzw. Förderungspreis (1971–2010). Die Preise der Sparte „Film- und Medienkunst“ werden seit 1984 vergeben, von 1956 bis 1983 gab es stattdessen Preise für „Film – Hörfunk – Fernsehen“.
Der Hauptpreis in der Sparte Literatur wird Fontane-Preis genannt.

## Geschichte
Der Kunstpreis Berlin hat eine wechselvolle Geschichte. Er war am 18. März 1948 von der Stadt Berlin als Berliner Kunstpreis – Jubiläumsstiftung 1848/1948 gestiftet worden und sollte an die Märzrevolution sowie die „für einen neuen Staat gefallenen Revolutionäre“ erinnern. Erste Preisträger waren im Jahr 1948 die Bildhauerin Renée Sintenis und die Komponisten Ernst Pepping und Wolfgang Fortner. Der damalige Senator für Volksbildung Joachim Tiburtius vergab den Preis ohne Vergabekriterien und ohne eine Jury. Der Preis war in diesem Jahr, kurz vor der Währungsreform 1948, mit je 10.000 Mark dotiert. 
1949 wurde eine Satzung ausgearbeitet. Der Preis (pro Sparte 3000 DM) sollte alljährlich für Leistungen in folgenden Kategorien vergeben werden: Malerei, Grafik, Musik, Literatur und Darstellende Kunst. In der Folge ergaben sich Änderungen hinsichtlich der Sparten, der Aufteilung auf mehrere Preisträger und der Vergabekriterien. Beispielsweise kam 1955 die Kategorie Baukunst hinzu. Ab Mitte der 1950er Jahre war die Preisverleihung immer wieder von Kritik begleitet.
Im Jahr 1956 wurden aus der ehemaligen Satzung „Richtlinien“. Diese legten fest, dass mehrere Sparten zu einem Preis für Bildende Kunst zusammengeführt werden und ein weiterer Preis für Film – Hörfunk – Fernsehen hinzukommt. Außerdem wurde für alle Kategorien eine Zweiteilung geschaffen: einerseits ein Hauptpreis namens Berliner Kunstpreis, andererseits ein Stipendium namens Preis der Jungen Generation. In jedem der sechs Kunstgebiete sollte in jedem Jahr ein Hauptpreis à 4000 DM und ein Preis der Jungen Generation à 2000 DM vergeben werden. Die Jury-Mitglieder sollten nur noch auf Vorschlag der Akademie der Künste benannt werden. Nur die Überreichung der Auszeichnungen wurde mit Ehrenurkunde und Staatsakt noch vom jeweiligen Regierenden Bürgermeister in feierlichem Rahmen vorgenommen.
1969 fand die Preisverleihung unter dem Protest der Außerparlamentarischen Opposition (APO) statt. Der Fontane-Preisträger Wolf Biermann und Peter Schneider, der den Preis der Jungen Generation in der Kategorie Literatur erhalten hatte, gaben ihre Preise unter Tumulten an die APO weiter. Daraufhin setzte der Berliner Senat die Preisverleihung im Jahr 1970 aus. In diesem Jahr wurde kein Hauptpreis und auch kein Preis der Jungen Generation vergeben. Die Akademie der Künste wurde aufgefordert, die Vergabe des Kunstpreises in eigener Regie vorzunehmen.
Nach vielen Diskussionen, intern und in der Öffentlichkeit, beschloss die Mitgliederversammlung der Akademie am 8. November 1970 einstimmig neue Richtlinien. Die Akademie der Künste sollte zukünftig die Preisträger bestimmen und die Preisverleihung sollte ohne Zeremoniell vorgenommen werden. Statt zuletzt sechs Hauptpreisen à 10.000 DM sollte es in jedem Jahr zwei Hauptpreise à 15.000 DM geben, und zwar mit dem neuen Namen Kunstpreis Berlin – Jubiläumsstiftung 1848/1948, kurz Kunstpreis Berlin. Der Preis der Jungen Generation wurde durch einen Förderungspreis ersetzt. Statt jährlich sechs Preisen der Jungen Generation à 5000 DM gab es nun sechs Förderungspreise à 10.000 DM.
1978 war das zweite Jahr, in dem kein Hauptpreis verliehen wurde, nur die sechs Förderungspreise wurden verliehen. 1979 wurden die zwei Hauptpreise à 15.000 DM durch einzigen jährlichen Hauptpreis in Höhe von 30.000 DM ersetzt. Dieser Preis sollte fortan turnusmäßig im Wechsel der sechs Sektionen der Akademie, also in jedem Jahr nur noch in einer Sparte vergeben werden.
Seit 2002 stehen insgesamt 45.000 Euro Preisgeld zur Verfügung: Der Große Kunstpreis Berlin ist mit 15.000 Euro dotiert, die Kunstpreise Berlin mit je 5000 Euro.

## Preisträger bis 2010 (Hauptpreis)
Die Träger des geringer dotierten Preises der Jungen Generation (1956–1969) bzw. des geringer dotierten Förderungspreises (1971–2010) werden hier nicht mit aufgelistet.

### Berliner Kunstpreis (bis 1969)
| Jahr | Bildende Kunst | Baukunst                 | Musik                                               | Literatur (Fontane‑Preis)        | Darstellende Kunst                          | Film – Hörfunk – Fernsehen         |
| ---- | --- | ------------------------ | --------------------------------------------------- | -------------------------------- | ------------------------------------------- | ---------------------------------- |
| 1948 | Renée Sintenis |                          | Ernst Pepping, Wolfgang Fortner                     |                                  |                                             |                                    |
| 1949 | |                          |                                                     | Hermann Kasack                   |                                             |                                    |
| 1950 | Bernhard Heiliger, Karl Hartung, Hans Uhlmann, Werner Heldt, Hans Jaenisch, Wolf Hoffmann, Wilhelm Deffke, Mac Zimmermann, Carl-Heinz Kliemann |                          | Werner Egk, Helmut Roloff, Dietrich Fischer-Dieskau |                                  | Heinz Tietjen, Boleslaw Barlog              |                                    |
| 1951 | Louise Stomps, Max Leube, Hans-Joachim Ihle, Theodor Werner, Alexander Camaro, Marcus Behmer, Siegmund Lympasik                                |                          | Boris Blacher, Gerhard Puchelt                      | Gerd Gaiser, Hans Werner Richter | Hermine Körner, O. E. Hasse                 |                                    |
| 1952 | Richard Scheibe, Lidy von Lüttwitz, Gerhart Schreiter, Karl Schmidt-Rottluff, Woty Werner, Eva Schwimmer, Gerda Rotermund, Georg Gresko        |                          | Arthur Rother, Helmut Krebs, Giselher Klebe         | Kurt lhlenfeld                   | Mary Wigmann, Frank Lothar, Kurt Meisel     |                                    |
| 1953 | Alexander Gonda, Emy Roeder, Johannes Schiffner, Karl Hofer, Otto Hofmann, Ernst Böhm, Dietmar Lemke, Elsa Eisgruber                           |                          | Gerda Lammers, Karl Forster, Max Baumann            | Edzard Schaper                   | Käthe Dorsch, Ita Maximowna, Wolfgang Spier |                                    |
| 1954 | Paul Dierkes, Ursula Förster, Otto Placzek, Max Pechstein, Curt Lahs, Hans Thiemann, Hans Orlowski, Sigmund Hahn                               |                          | Erna Berger, Hertha Klust, Volker Wangenheim        | Albert Vigoleis Thelen           | Tatjana Gsovsky, Käthe Braun, Caspar Neher  |                                    |
| 1955 | Gerhard Marcks, Hans Purrmann, Manfred Bluth, August Wilhelm Dressler                                                                          | Max Taut, Hans Scharoun  | Sergiu Celibidache, Joseph Ahrens, Josef Greindl    |                                  | Walter Franck                               |                                    |
| 1956 | Heinz Trökes | Hugo Häring              | Philipp Jarnach                                     | Hans Scholz                      | Ernst Schröder                              | Helmut Käutner                     |
| 1957 | Erich Heckel | Ludwig Hilberseimer      | Heinz Tiessen                                       | Ernst Schnabel                   | Joana Maria Gorvin                          | Heinz Rühmann                      |
| 1958 | Fritz Winter | Wassili Luckhardt        | Hans Werner Henze                                   | Günter Blöcker                   | Martin Held                                 | Robert Siodmak                     |
| 1959 | |                          |                                                     | Gregor von Rezzori               | Elsa Wagner                                 |                                    |
| 1960 | Julius Bissier | Paul Baumgarten          | Wladimir Vogel                                      | Uwe Johnson                      | Erich Schellow                              | Günter Neumann, Heinz Pauck        |
| 1961 | Rudolf Edwin Belling | Ludwig Mies van der Rohe | Karl Amadeus Hartmann                               | Martin Kessel                    | Willi Schmidt                               | Robert Müller                      |
| 1962 | Friedrich Ahlers-Hestermann | Egon Eiermann            | Gerhart von Westermann                              | Golo Mann                        | Gert Reinholm                               | Hans Rolf Strobel, Heinz Tichawsky |
| 1963 | Max Kaus | Sergius Ruegenberg       | Paul Hindemith                                      | Peter Huchel                     | Fritz Kortner                               | Jürgen Neven-du Mont               |
| 1964 | Ernst Wilhelm Nay | Werner Düttmann          | Hans Chemin-Petit                                   | Arno Schmidt                     | Rolf Henniger                               | Wolfgang Neuss                     |
| 1965 | Jan Bontjes van Beek | Hermann Fehling          | Elisabeth Grümmer                                   | Victor Otto Stomps               | Ernst Deutsch                               |                                    |
| 1966 | Hann Trier | Walter Rossow            | Johann Nepomuk David                                | Walter Höllerer                  | Rudolf Platte                               | Dieter Ertel                       |
| 1967 | Rudolf Hoflehner | Frei Otto                | Karl Böhm                                           | Walter Mehring                   | Gustav Rudolf Sellner                       | Hans Richter                       |
| 1968 | Wilhelm Wagenfeld | Erwin Gutkind            | Heinz Friedrich Hartig                              | Günter Grass                     | Hans Lietzau                                | Georg Stefan Troller               |
| 1969 | Heinrich Richter | Ludwig Leo               | Bernd Alois Zimmermann                              | Wolf Biermann                    | Herbert Ihering                             | Peter Zadek                        |

### Kunstpreis Berlin (ab 1971)
1969/70 gab es eine Krise, 1970 wurde kein Kunstpreis vergeben. Die Regeln wurden geändert, auch der Name wurde geändert: Kunstpreis Berlin statt Berliner Kunstpreis. Es sollte nur noch zwei Kunstpreise pro Jahr geben, diese konnten geteilt vergeben werden.
1978 wurde ebenfalls kein Kunstpreis vergeben. Danach gab es nur noch einen Kunstpreis pro Jahr, dieser konnte nicht geteilt vergeben werden.
| Jahr | Bildende Kunst                      | Baukunst       | Musik             | Literatur (Fontane‑Preis) | Darstellende Kunst                         | Film – Hörfunk – Fernsehen / Film- und Medienkunst (ab 1983)                                                                                              |
| ---- | ----------------------------------- | -------------- | ----------------- | ------------------------- | ------------------------------------------ | --- |
| 1971 | Rainer Küchenmeister                | Fred Forbat    |                   |                           |                                            | |
| 1972 |                                     |                | György Ligeti     | Hans-Heinrich Reuter      |                                            | |
| 1973 |                                     |                |                   |                           | Bernhard Minetti                           | Internationales Forum des Jungen Films: Ulrich Gregor, Klaus Wiese, Christian Ziewer; ARD-Filmstudio: Franz Everschor, Klaus Lackschéwitz, Heinz Ungureit |
| 1974 |                                     | Gottfried Böhm |                   |                           |                                            | |
| 1975 |                                     |                | Josef Tal         | Hubert Fichte             |                                            | |
| 1976 |                                     |                |                   |                           | Wilhelm Borchert                           | Ernst Jacobi, Peter Watkins |
| 1977 | Joachim Schmettau                   | Julius Posener |                   |                           |                                            | |
| 1979 |                                     |                |                   | Alexander Kluge           |                                            | |
| 1980 |                                     |                |                   |                           | Peter Stein, er gab den Preis zurück       | |
| 1981 |                                     |                |                   |                           |                                            | George Tabori |
| 1982 | Meret Oppenheim                     |                |                   |                           |                                            | |
| 1983 |                                     | Rolf Gutbrod   |                   |                           |                                            | |
| 1984 |                                     |                | Olivier Messiaen  |                           |                                            | |
| 1985 |                                     |                |                   | Brigitte Kronauer         |                                            | |
| 1986 |                                     |                |                   |                           | Marianne Hoppe                             | |
| 1987 |                                     |                |                   |                           |                                            | Lina Wertmüller |
| 1988 | Rupprecht Geiger                    |                |                   |                           |                                            | |
| 1989 |                                     | Norman Foster  |                   |                           |                                            | |
| 1990 |                                     |                | Luigi Nono        |                           |                                            | |
| 1991 |                                     |                |                   | Gerhard Meier             |                                            | |
| 1992 |                                     |                |                   |                           | Peter Zadek                                | |
| 1993 |                                     |                |                   |                           |                                            | Otar Iosseliani |
| 1994 | Dieter Roth                         |                |                   |                           |                                            | |
| 1995 |                                     | Renzo Piano    |                   |                           |                                            | |
| 1996 |                                     |                | Pierre Boulez     |                           |                                            | |
| 1997 |                                     |                |                   | Wolfgang Hilbig           |                                            | |
| 1998 |                                     |                |                   |                           | Horst Sagert                               | |
| 1999 |                                     |                |                   |                           |                                            | Kira Muratowa |
| 2000 | Bernhard Johannes Blume, Anna Blume |                |                   |                           |                                            | |
| 2001 |                                     | Hermann Czech  |                   |                           |                                            | |
| 2002 |                                     |                | Aribert Reimann   |                           |                                            | |
| 2003 |                                     |                |                   | Wilhelm Genazino          |                                            | |
| 2004 |                                     |                |                   |                           | Hochschule für Schauspielkunst Ernst Busch | |
| 2005 |                                     |                |                   |                           |                                            | Aki Kaurismäki |
| 2006 | George Brecht                       |                |                   |                           |                                            | |
| 2007 |                                     | SANAA          |                   |                           |                                            | |
| 2008 |                                     |                | Helmut Lachenmann |                           |                                            | |
| 2009 |                                     |                |                   | Emine Sevgi Özdamar       |                                            | |
| 2010 |                                     |                |                   |                           | Thomas Langhoff                            | |

## Preisträger seit 2011
Seit 2011 ist Großer Kunstpreis Berlin die Bezeichnung für den Hauptpreis. Der geringer dotierte Preis wird seitdem Kunstpreis Berlin genannt.

### Großer Kunstpreis Berlin
| Jahr | Bildende Kunst    | Baukunst          | Musik              | Literatur (Fontane-Preis) | Darstellende Kunst | Film- und Medienkunst |
| ---- | ----------------- | ----------------- | ------------------ | ------------------------- | ------------------ | --------------------- |
| 2011 |                   |                   |                    |                           |                    | Claire Denis          |
| 2012 | Cristina Iglesias |                   |                    |                           |                    |                       |
| 2013 |                   | Florian Beigel    |                    |                           |                    |                       |
| 2014 |                   |                   | Mathias Spahlinger |                           |                    |                       |
| 2015 |                   |                   |                    | Sherko Fatah              |                    |                       |
| 2016 |                   |                   |                    |                           | Frank Castorf      |                       |
| 2017 |                   |                   |                    |                           |                    | Emin Alper            |
| 2018 | Thomas Demand     |                   |                    |                           |                    |                       |
| 2019 |                   | Renée Gailhoustet |                    |                           |                    |                       |
| 2020 |                   |                   | Younghi Pagh-Paan  |                           |                    |                       |
| 2021 |                   |                   |                    | Annett Gröschner          |                    |                       |
| 2022 |                   |                   |                    |                           | Richard Peduzzi    |                       |
| 2023 |                   |                   |                    |                           |                    | Joachim Trier         |
| 2024 | Simone Fattal     |                   |                    |                           |                    |                       |

### Kunstpreis Berlin
| Jahr | Bildende Kunst  | Baukunst                                                            | Musik                          | Literatur                 | Darstellende Kunst                                   | Film- und Medienkunst            |
| ---- | --------------- | ------------------------------------------------------------------- | ------------------------------ | ------------------------- | ---------------------------------------------------- | -------------------------------- |
| 2011 | Philip Loersch  | BeL Sozietät für Architektur = Anne-Julchen Bernhardt & Jörg Leeser | Alan Hilario                   | Nora Bossong              | Moritz Grove                                         | Maria Speth                      |
| 2012 | Abbas Akhavan   | Tatiana Bilbao                                                      | Christoph Ogiermann            | Monika Rinck              | Manuel Pelmus, Kristof Van Boven                     | Astrid Schult, Sebastian Bäumler |
| 2013 | Birgit Dieker   | SelgasCano = José Selgas, Lucía Cano                                | Simon Steen-Andersen           | Reinhard Kaiser-Mühlecker | Ulrich Rasche                                        | Ali Samadi Ahadi, Nadim Mishlawi |
| 2014 | Kader Attia     | Gruppe „Miasto Moje A w Nim“                                        | Sergej Newski                  | Stephan Thome             | Bettina Bartz                                        | Maren Ade                        |
| 2015 | Marta Popivoda  | Achim Menges                                                        | Marena Whitcher, Rafael Nassif | Thomas Melle              | Kollektiv laborgras: Renate Graziadei, Arthur Stäldi | Andrey Zvyagintsev               |
| 2016 | Sven Johne      | Office KGDVS (Kersten Geers, David Van Severen)                     | Stefan Prins                   | Angelika Meier            | Anna Prohaska                                        | Peter Avar                       |
| 2017 | Axel Anklam     | Francisco Mangado                                                   | Elena Mendoza                  | Annett Gröschner          | Valery Tscheplanowa                                  | Athina Rachel Tsangari           |
| 2018 | Dominik Lejman  | Philippe Block                                                      | Anna Korsun                    | Daniela Danz              | Simon Stone                                          | Christoph Brech                  |
| 2019 | Prinz & Gholam  | Dorte Mandrup                                                       | Zeynep Gedizlioğlu             | Uljana Wolf               | Alexander Scheer                                     | Nicolette Krebitz                |
| 2020 | David Schutter  | Architekturmagazin ARCH+                                            | Christian Winther Christensen  | Norbert Zähringer         | Sasha Marianna Salzmann                              | Christine A. Maier               |
| 2021 | Sajan Mani      | Architekturbüro HARQUITECTES                                        | Petra Strahovnik               | Lea Schneider             | Gina Haller                                          | Susann Maria Hempel              |
| 2022 | Stephanie Gudra | atelier le balto                                                    | Øyvind Torvund                 | Roman Ehrlich             | Bastian Reiber                                       | Bettina Blümner                  |
| 2023 | Petrit Halilaj  | Xu Tiantian                                                         | Joanna Bailie                  | Barbi Marković            | Marcel Kohler                                        | Nelly Quettier                   |
| 2024 | Leyla Yenirce   | SUMMACUMFEMMER                                                      | Cedrik Fermont / Syrphe        | Carolin Callies           | Lilith Stangenberg                                   | Salomé Jashi                     |